# Rio Cabril (Cávado)
O rio Cabril ou ribeira de Cabril é um rio português afluente da margem direita do rio Cávado onde desagua na albufeira da barragem de Salamonde após percorrer cerca de 14 quilómetros. Tem como afluente na sua margem direita a ribeira de Sabroso.